# Raposka
Raposka is een plaats (község) en gemeente in het Hongaarse comitaat Veszprém. Raposka telt 227 inwoners (2001).